# 法起院
法起院（ほうきいん）は、奈良県桜井市初瀬にある真言宗豊山派の寺院。総本山長谷寺の塔頭。本尊は徳道上人像。西国三十三所番外札所。
御詠歌：極楽は よそにはあらじ わがこころ おなじ蓮（はちす）の へだてやはある

## 歴史
寺伝によれば、奈良時代の天平7年（735年）に西国三十三所観音霊場を創始したと伝えられている徳道によってこの地に草庵が建てられたことに始まるとされる。徳道は晩年に当院の境内にある松の木に登り法起菩薩となって遷化したといわれる。当院の名称はそれに由来する。境内には徳道の廟と伝えられる十三重石塔がある。
江戸時代前期の元禄8年（1695年）に長谷寺化主の英岳僧正が当院を再興し、長谷寺開山堂とした。
初瀬川を渡るとかつて長谷寺の鎮守社であった與喜天満神社がある。

## 境内
- 本堂（開山堂） - 本堂である開山堂は本尊を祀る堂としては珍しく北面を向いている。これは長谷寺本尊十一面観世音菩薩に対面するように位置づけられたからであるという。さらには、東側にある與喜天満神社に面している鬼瓦は隠されるような造りとなっている[2]。
- 徳道上人御廟 - 十三重石塔。徳道の墓。
- 庚申堂
- 弁財天堂
- 上人沓脱ぎ石
- 庫裏

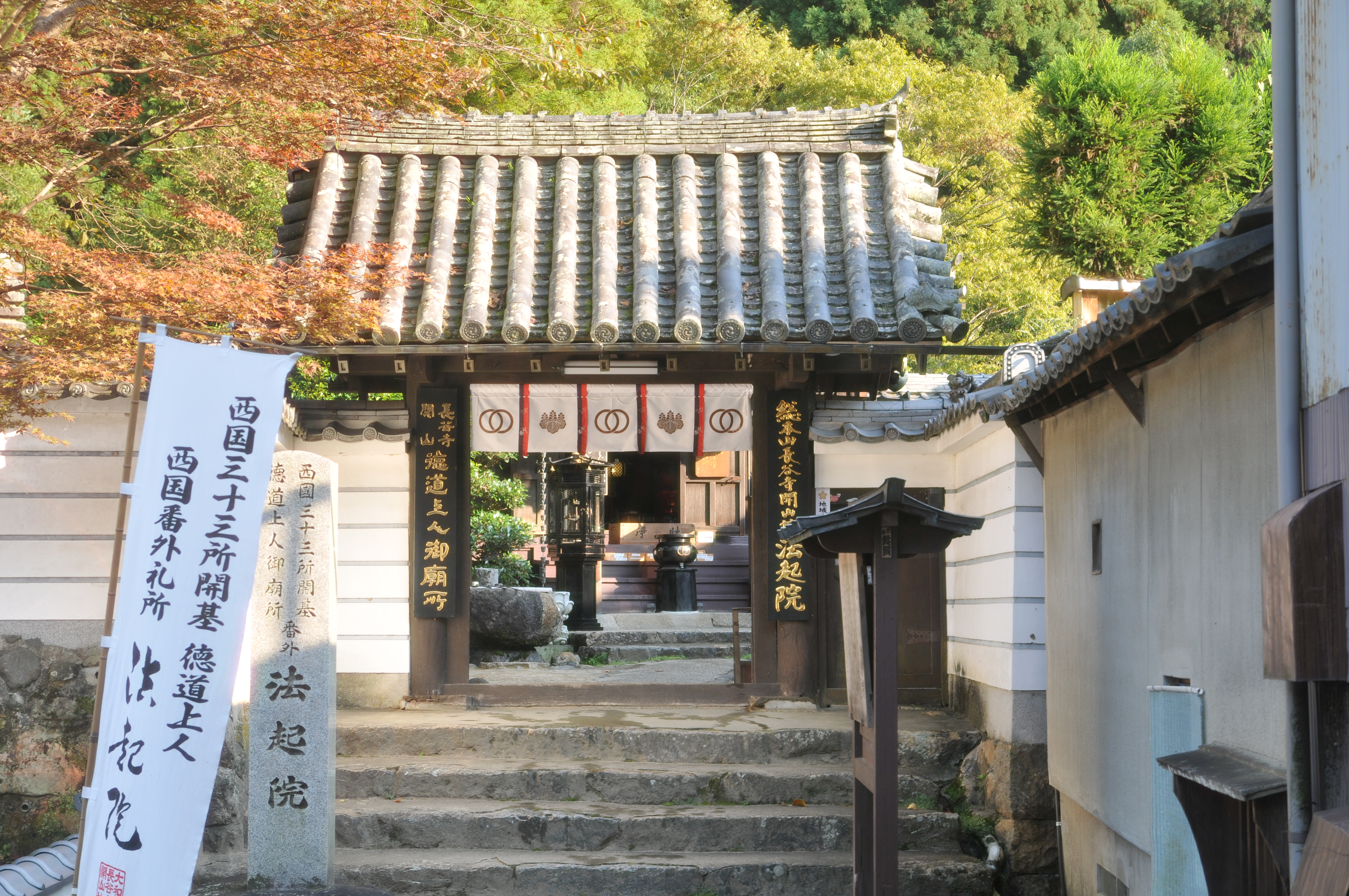
山門
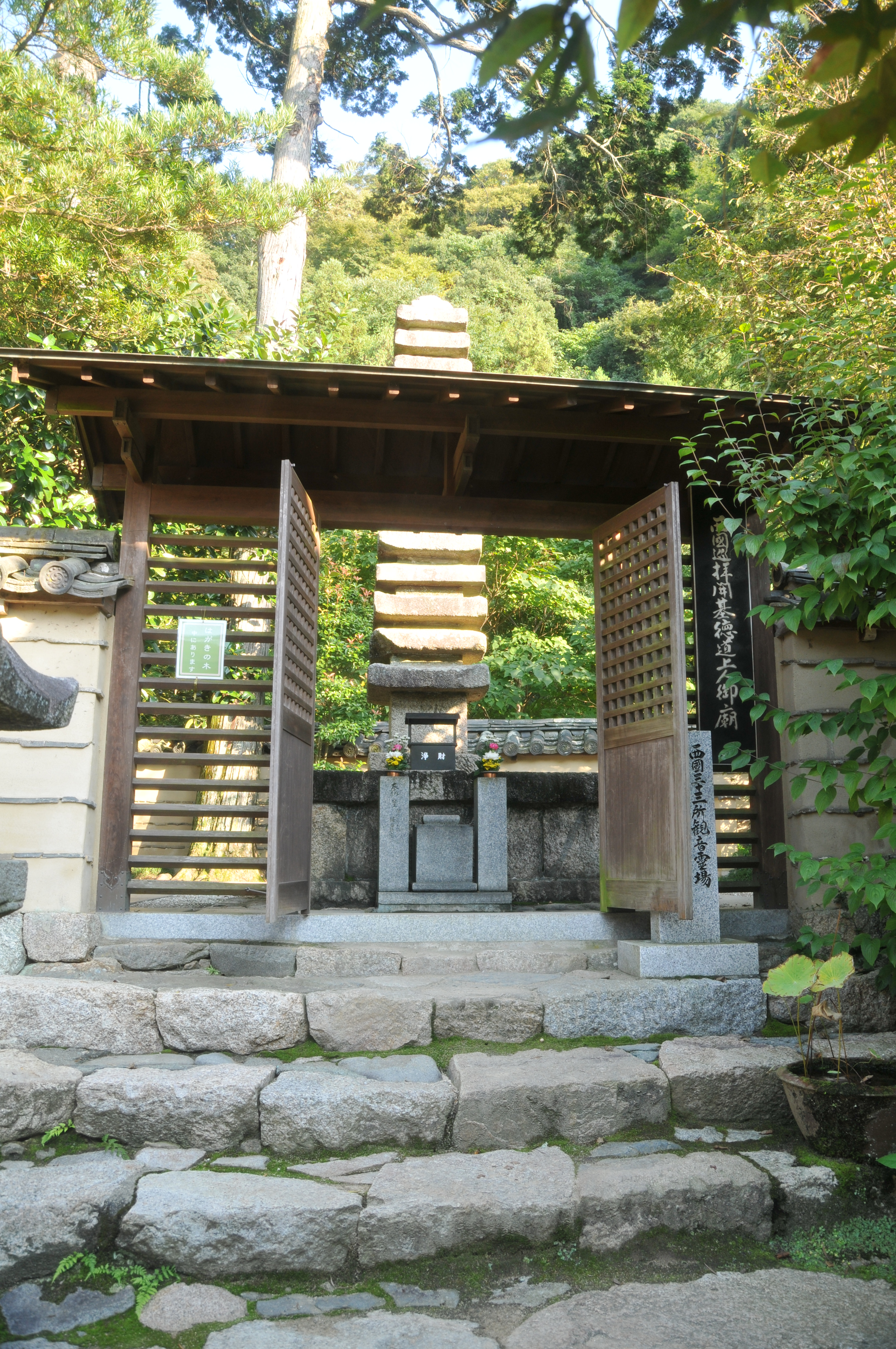
上人御廟十三重石塔

- 山門
- 上人御廟十三重石塔

## 前後の札所
西国三十三所
7 岡寺　-　番外 法起院　-　8 長谷寺

## 所在地
- 奈良県桜井市初瀬776

## アクセス
- 近鉄大阪線 長谷寺駅より徒歩約20分。